# واترلندکرکه
واترلندکرکه (به هلندی: Waterlandkerkje) یک منطقهٔ مسکونی در هلند است که در اسلایس واقع شده‌است. واترلندکرکه ۵۵۰ نفر جمعیت دارد.